# Neptunus

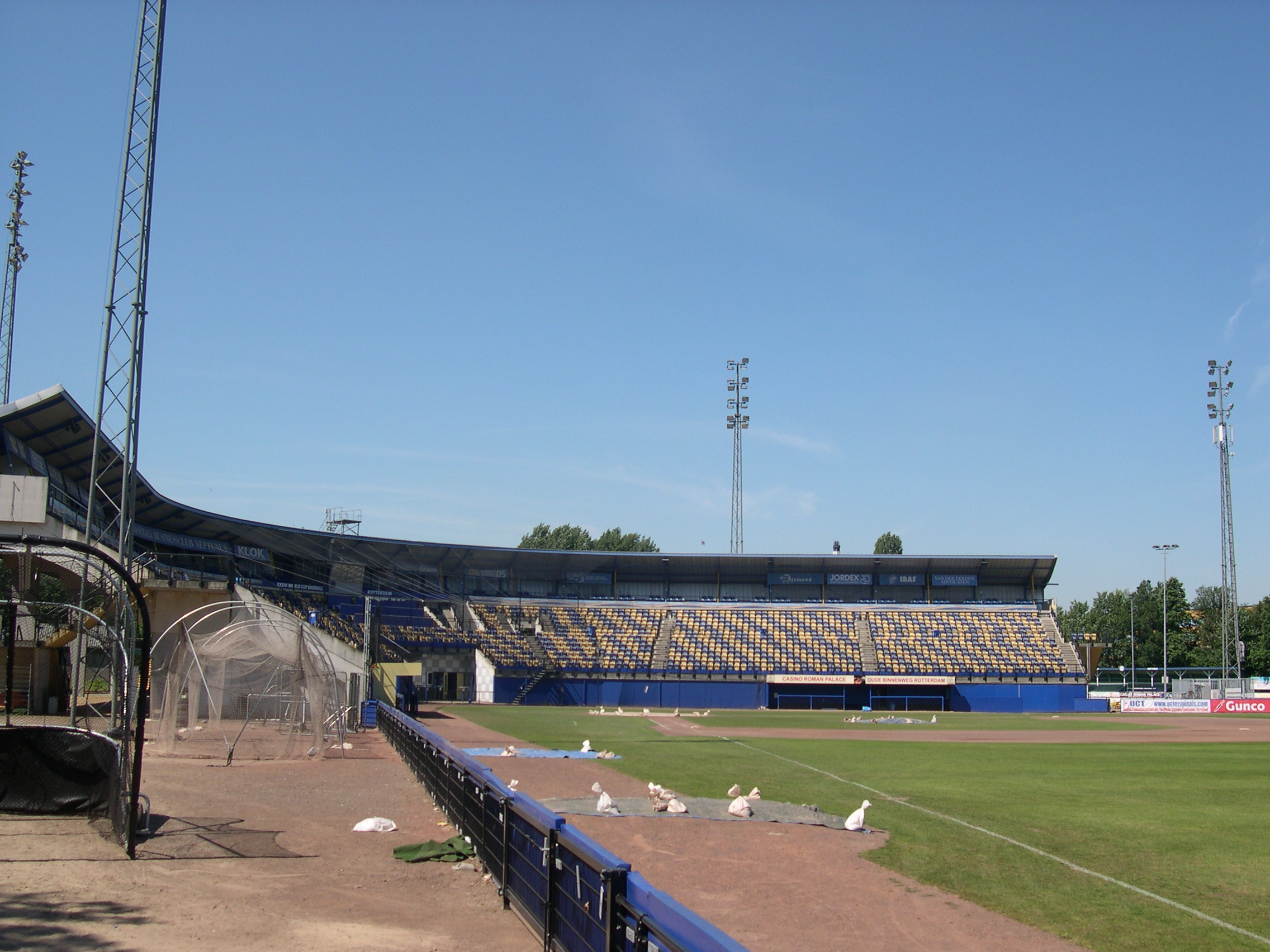
Familiestadion

Le SC Neptunus est la section baseball de Neptunus Sporting Club situé à Rotterdam, aux Pays-Bas. Le nom officiel de la section est DOOR Neptunus. Son ancien nom était Levi's Neptunus. L'équipe joue dans le Honkbal hoofdklasse, le plus haut niveau du baseball néerlandais.
La section baseball date de 1943, la section softball de 1973. Elle domine le baseball néerlandais durant la première moitié des années 2000.
Depuis 1999, elle possède un stade de 2 500 places, le Familiestadion.

## Palmarès
- Champion des Pays-Bas (12) : 1981, 1991, 1993, 1995, 1999, 2000, 2001, 2002, 2003, 2004, 2005, 2009.
- Vainqueur de la Coupe d'Europe des champions (9) : 1994, 1996, 2000, 2001, 2002, 2003, 2004, 2015, 2017.
- Finaliste de la Coupe d'Europe des champions : 1992, 1995, 1997.
- Vainqueur de la Coupe des vainqueurs de coupe (5) : 1990, 1993, 1998, 1999, 2007.
- Finaliste de la Coupe des vainqueurs de coupe : 1991.